# Wspaniałe Orinoko
Wspaniałe Orinoko (fr. Le Superbe Orénoque) – dwutomowa powieść Juliusza Verne’a z cyklu Niezwykłe podróże wydana po raz pierwszy w 1898 roku.  Tom 1. złożony jest z 15 rozdziałów, a tom 2. z 14 rozdziałów.
Pierwszy polski przekład autorstwa Wacława Leszka Kobieli pojawił się w 1996; natomiast w 2015 wydany został przekład Andrzeja Zydorczaka.

## Zarys fabuły
Wenezuela i rzeka Orinoko. Trzech uczonych kłóci się w określeniu źródeł rzeki. Wyruszają więc w górę Orinoko (z miasta Bolívar). Spotykają dwóch podróżników z Francji, starszego sierżanta I. R. Martial i jego siostrzeńca Jean. Jean (naprawdę Jeanne) to córka byłego dowódcy sierżanta, przebrana za mężczyznę dla bezpieczeństwa. Szuka swojego ojca pułkownika Kermora, który zaginął wiele lat temu w Wenezueli. W drodze grupa spotyka innych dwóch Francuzów. To botanicy Germain Paterne i Jaques Helloch. 
Podróż staje się coraz trudniejsza. Ze statku przesiadają się na łodzie, a później muszą iść pieszo. Trafiają na tereny rządzone przez niebezpiecznych bandytów i Indian. 
Martial, Jeanne, Germain i Jaques oddzielają się od reszty grupy. Dowiadują się o misji Santa Juana położonej dalej w górę rzeki. Ojciec Esperante, przełożony misji, ma podobno informacje na temat zaginionego pułkownika.
Wpadają jednak w pułapkę. Z pułapki ucieka chłopiec Gomo, który niedawno dołączył do grupy. Dociera do stacji misyjnej. Ojciec Esperante wyrusza z uzbrojonymi siłami i uwalnia więźniów. Okazuje się, że tak naprawdę jest to poszukiwany pułkownik, ojciec Jeanne. Pułkownik był przekonany, że jego córka od dawna nie żyje i dlatego nie wracał do kraju.